# Raimundo Ponte
Raimundo o Raymundo Ponte, también como Ramón Despont, (Fraga, siglo XIII - Tarragona, 13 de noviembre de 1312) obispo de Valencia, España.

## Biografía
Teólogo y canonista, trabajó en la Santa Sede, donde fue auditor del Palacio Apostólico y prelado doméstico de Su Santidad», exárco o gobernador de la Marca de Ancona, entre otros cargos.
Por servicios a los reyes Pedro III de Aragón y su hijo Alfonso III de Aragón, le fue entregado el obispado de Valencia el 1 de mayo de 1288, cargo al que accedió en 1289. Tras quince años en el puesto, se une a la Orden de Predicadores, sin renunciar su sede, por disposición del Papa, antes de la Navidad de 1303, según era costumbre entonces.
Por orden del rey y del papa Clemente V, colaboró con el obispo de Zaragoza, Ximeno de Luna, en la destrucción de la orden del Temple.
Participó en el concilio general de Viena de Francia en 1267 y en el concilio provincial de Tarragona, donde enfermó gravemente, muriendo allí el 13 de noviembre de 1312. Fue enterrado en la catedral de Valencia, en la capilla de Todos los Santos, actualmente llamada de San Vicente, el 20 del mismo mes y año. En su testamento, hecho el 31 de octubre de 1312, se dispone que se distribuyan sus libros y códices manuscritos entre los Conventos de Santo Domingo de Valencia, Lérida, Játiva o San Felipe, dejando a este último la primera parte de la Suma teológica de Santo Tomás de Aquino, disponiendo que esté allí bien guardada.
Su biografía fue escrita por fray Miguel de Fraga, protegido suyo.

## Obra
- Decreta et Estatuta Synodi Dioecesanæ Valentiæ XIV. Kal. Octobris MCCXCVI, habitæ in Æde Cathedrali quibus adjecit.[1]
- Tractatum, de Sacramentis á se Compositum, et á Synodo aprobatum.[1]
- Sententia de proetio ob jus ratæ emptionis terrarum seu proediorum Domini Ecclesiastici solvendo, quoe ab inde rationen legis obtinuit in Aragonia. Manuscrito.[1]
- Inquisitio de equitibus et Ordine templi Hierosolymitaniseu de templariis. Cuyas actas se guardaban en los archivos del reino, manuscritas, y en el archivo de la Iglesia de Valencia se conserva.[1]
- Synodus Diæcesana Valentina, ibi celebrata ann. MCCCIII[1]